# Rosa lundlav
Rosa lundlav (Bacidia rosella) är en lavart som först beskrevs av Christiaan Hendrik Persoon, och fick sitt nu gällande namn av De Not. Rosa lundlav ingår i släktet Bacidia och familjen Ramalinaceae.  Arten är reproducerande i Sverige. Inga underarter finns listade i Catalogue of Life.